# Український спортовий союз
Український спортовий союз (УСС) — надрядна організація спортових клубів і секцій Західної України, створена 1924 на базі Змагового союзу при «Соколі-Батькові» у Львові (перший голова — Осип Навроцький).
Нормував фізкультурне і спортове життя Галичини, відбував щороку змагання за першість краю з різних спортових ділянок, увів «Відзнаку фізичної вправности» (1934–1939), організував медичний контроль спортовців (спільно з Українським лікарським товариством), видавав спортові журнали («Готові» 1934–1935) тощо. УСС фізкультурною працею пробуджував національну свідомість; ліквідований за це польською владою (1937).
На еміграції УСС існував у Празі (Чехо-Словаччина).